# Kunstvanding
Kunstvanding er betegnelse for kunstig tilførsel af vand til landbrugsjord, sædvanligvis for at fremme afgrødernes vækst. Inden for landbruget anvendes kunstvanding primært for at mindske problemer i forbindelse med utilstrækkelig nedbør for på bedst mulig måde at styrke de pågældende afgrøder og give dem bedst mulige vækstbetingelser.
Kunstvanding kan antage mange forskellige former, alt efter hvor eller hvordan kunstvandingen foregår og med hvilken teknologi, der benyttes. Ofte anvendes flere af de nævnte former i en kombination, der er bestemt af de naturgivne forhold kombineret med anvendelsen af udvalgte samfundsmæssige – herunder økonomisk betingede – muligheder.
- Terrassejordbrug med overrisling fra kanaler, hvorfra vandet fordeles ned over skråningens terrasser.
- Damanlæg i form af opdæmmede kunstige søer kombineret med kanaler, hvorigennem vandet ledes ud til markerne.
- Qanat- eller kareze-anlæg med underjordiske kanaler, hvorfra grundvandet ledes ud af bakker til lavereliggende marker (i eksempelvis Afghanistan, Pakistan og dele af Kina)
- Sprinklervanding af marker med kørende halv- eller helautomatiske vandingsanlæg
- Drypvanding i drivhuse er ligeledes en form for kunstvanding

## Historie
Man har anvendt kunstvanding meget længe. Allerede de gamle egyptere og sumerer byggede kanaler og diger for 5000 år siden.